# Allendeit
Allendeit ist ein sehr selten vorkommendes Mineral aus der Mineralklasse der „Oxide und Hydroxide“. Es kristallisiert im trigonalen Kristallsystem mit der chemischen Zusammensetzung Sc4Zr3O12 und ist damit ein Scandium-Zirconium-Oxid.
Allendeit konnte bisher nur in Form mikrokristalliner Einschlüsse von etwa 10 bis 25 μm Größe in Meteoriten entdeckt werden. Daher können derzeit auch keine Angaben bezüglich Farbe, Strichfarbe, Mohshärte, Transparenz und Glanz gemacht werden.

## Etymologie und Geschichte
Erstmals entdeckt wurde Allendeit zusammen mit Hexamolybdän 2007 im Allende-Meteorit, der 1969 über Mexiko niederging und zum Teil bei Pueblito de Allende im Bundesstaat Chihuahua einschlug. Beschrieben wurde das Mineral durch Chi Ma, John R. Beckett und George R. Rossman, die es nach seiner Typlokalität benannten und 2007 zur Prüfung bei der International Mineralogical Association (IMA) einreichten (interne Register-Nr. 2007-027). Diese erkannte das Mineral noch im selben Jahr als eigenständig an. Die Publikation der Neuentdeckung folgte 2009 in der 40. „Lunar and Planetary Science Conference“ und 2014 im Wissenschaftsmagazin „American Mineralogist“.

## Klassifikation
Da Allendeit erst 2007 entdeckt und als eigenständiges Mineral anerkannt wurde, ist er in der seit 2001 veralteten Systematik der Minerale nach Strunz (8. Auflage) nicht aufgeführt.
Die seit 2001 gültige und von der IMA verwendete 9. Auflage der Strunz’schen Mineralsystematik ordnet den Allendeit in die Klasse der „Oxide und Hydroxide“ und dort in die Abteilung der „Oxide mit dem Stoffmengenverhältnis Metall : Sauerstoff = 2 : 3, 3 : 5 und vergleichbare“ ein, wo er als einziges Mitglied die unbenannte Gruppe 4.C bildet.
Auch die vorwiegend im englischen Sprachraum gebräuchliche Systematik der Minerale nach Dana ordnet den Allendeit in die Klasse der „Oxide und Hydroxide“ und dort in die Abteilung der „Mehrfachen Oxide“ ein. Hier ist er zusammen mit Mongshanit in der unbenannten Gruppe 07.11.11 innerhalb der Unterabteilung „Mehrfache Oxide als Titanoxide mit [4] und [6]-Ersetzungen“ zu finden.

## Kristallstruktur
Allendeit kristallisiert trigonal in der Raumgruppe R3 (Raumgruppen-Nr. 148) mit den Gitterparametern a = 9,396 Å und c = 8,720 Å sowie 3 Formeleinheiten pro Elementarzelle.

## Bildung und Fundorte
Neben seiner Typlokalität, dem mexikanischen Allende-Meteoriten, fand man das Mineral bisher (Stand 2014) nur noch in einem 1983 bei Ningqiang in der chinesischen Provinz Shaanxi niedergegangenen Meteoriten.